# Noguchiodendron sphaerocarpum
Noguchiodendron sphaerocarpum là một loài Rêu trong họ Neckeraceae. Loài này được (Nog.) Ninh & Pocs miêu tả khoa học đầu tiên năm 1981.